# 信诺榜
信诺榜（Sino-chart）是统计中国大陆地区实体唱片销量的排行榜。成立于2009年，唱片认证依据由國際唱片業協會制定。对大陆流行乐坛有一定影响力，其公布的销量排名多次被媒体和唱片公司参考引用。
2015年3月20日宣布，因光盘和实体书销售市场萎缩、网站流量过低，信诺榜网站将于4月26日停止服务。线下的市场统计服务不受影响。

## 历年信诺榜周榜冠军专辑
- 2013年信诺榜周榜冠军专辑列表
- 2014年信诺榜周榜冠军专辑列表
- 2015年信诺榜周榜冠军专辑列表

## 相关链接
- 信诺榜 - 官方网站 （页面存档备份，存于）